# 天野千尋
天野 千尋（あまの ちひろ、1982年7月30日 - ）は、日本の映画監督、脚本家。

## 経歴
愛知県豊田市出身。愛知県立岡崎高等学校を経て、名古屋大学法学部法律政治学科卒業。約5年間株式会社リクルートに勤務したのち、2009年に映画制作を開始する。ENBUゼミナールの卒業制作の短編『さよならマフラー』が 、シネアスト・オーガニゼーション大阪（CO2）のNEXT COMER枠に選出、続く中編『賽ヲナゲロ』は、ぴあフィルムフェスティバルに入選。その後、短編『チョッキン堪忍袋』が田辺・弁慶映画祭でグランプリを受賞、ぴあフィルムフェスティバル、TAMA NEW WAVEなどに入選。短編『フィガロの告白』はしたまちコメディ映画祭にてグランプリ＆観客賞を受賞 。
MOOSIC LAB 2012にて、短編『恋はパレードのように』が東京編で審査員特別賞、福岡編でグランプリを受賞。
短編『ガマゴリ・ネバーアイランド』は、沖縄国際映画祭にて上映されたほか、氷見絆国際映画祭にて最優秀短編作品賞を受賞。
2019年に長編『ミセス・ノイズィ』が東京国際映画祭日本映画スプラッシュ部門に選出。WOWOWドラマ『神木隆之介の撮休』監督・脚本、Netflixドラマ『ヒヤマケンタロウの妊娠』脚本など。

## フィルモグラフィー

### 映画
- さよならマフラー（2009　短編）監督・脚本
- 賽ヲナゲロ（2009　短編）監督・脚本
- チョッキン堪忍袋（2011　短編）監督・脚本
- フィガロの告白（2012　短編　女性監督オムニバス「桃まつり」参加作品）監督・脚本
- 恋はパレードのように（2012　短編　MOOSIC LAB 参加作品）監督
- ゆく人、くる人（2012　短編）監督・脚本
- ガマゴリ・ネバーアイランド（2012　短編）監督・脚本
- 色即是空 （2013　短編　オムニバス企画「バナナvsピーチまつり」参加作品）監督・脚本
- どうしても触れたくない（2014） 監督
- 放課後ロスト／第１話：リトルトリップ（2014　短編）監督・脚本
- うるう年の少女（2014　ENBUゼミナールシネマプロジェクト企画）監督・脚本
- ハッピーランディング（2015）監督
- ミセス・ノイズィ（2019）監督・脚本
- 佐藤さんと佐藤さん（2025）監督・脚本（熊谷まどかと共同脚本）[9]

### ドラマ・その他
- 10日間で運命の恋人をみつける方法（BeeTVドラマ　全6話）監督
- 100文字アイディアをドラマにした！今泉佑唯編 ※一部（テレビ東京）脚本
- 紙兎ロペ（フジテレビ系列　アニメ）脚本 ※2012〜2016年
- ヒヤマケンタロウの妊娠（Netflixドラマ）脚本[10]
- 神木隆之介の撮休（WOWOWドラマ　全8話）第7話「友人の彼女」監督、脚本（玉田真也と共同脚本）[11]
- 僕の大好きな妻！（東海テレビ・フジテレビジョン系列）監督
- ブライスドールズトーク（ファミリー劇場ミニドラマ）監督[12]
- アニメ ぼさにまる（フジテレビ系列　アニメ）脚本[13]
- 実写ドラマ ぼさにまる（FOD 配信ドラマ）脚本、監督[14]
- 天狗の台所（BS-TBSドラマ）脚本[15]
- 灰色の乙女（MBS・TBSドラマ）脚本[16]
- 天狗の台所2（BS-TBSドラマ）脚本[17]

## 受賞歴
- チョッキン堪忍袋
  - 田辺・弁慶映画祭 グランプリ
- フィガロの告白
  - したまちコメディ映画祭 グランプリ・観客賞　
  - あいち国際女性映画祭 準ブランプリ他
  - 小津安二郎記念蓼科高原映画祭・短編映画コンクール 準グランプリ　
  - TOKYO月イチ映画祭 グランプリ
- 恋はパレードのように
  - MOOSIC LAB 東京編 審査員特別賞　
  - MOOSIC LAB 福岡編 グランプリ
- ガマゴリ・ネバーアイランド
  - 氷見絆国際映画祭 最優秀短編作品賞『色即是空』
  - TOKYO月イチ映画祭 グランプリ
  - ゆうばり国際ファンタスティック映画祭 ファンタランド大賞（観客賞） ※オムニバス映画『バナナvsピーチまつり』として
- ミセス・ノイズィ
  - ニューヨークジャパン・カッツ 観客賞
  - 第30回日本映画批評家大賞 脚本賞[18]